# Heterocephalus glaber
L'eterocefalo glabro, talpa senza pelo o ratto talpa (Heterocephalus glaber Ruppel, 1842) è un roditore della famiglia Bathyergidae, unico rappresentante del genere Heterocephalus.

## Descrizione
L'eterocefalo glabro fu descritto, per la prima volta, dal biologo tedesco Eduard Rüppell nel 1842. Misura circa 12–13 cm di lunghezza, coda compresa; gli operai pesano circa 30-35 grammi, mentre la regina può pesare oltre 50 g, eccezionalmente 80. Questo roditore si è adattato bene alla vita sotterranea: i suoi occhi sono ridotti a due strette fessure e, di conseguenza, la sua vista è scarsa. Tuttavia, è altamente adattato a muoversi nel sottosuolo e può correre sia in avanti sia all'indietro con sorprendente velocità. I suoi grandi denti vengono utilizzati per scavare, oltre che per mangiare, e le sue labbra vengono serrate, mentre scava, per non far entrare la terra. Il 25 per cento della massa muscolare dell'animale risiede nella parte mascellare e questo fatto consente all'eterocefalo glabro di scavare terreni particolarmente duri.
I padiglioni auricolari sono atrofizzati e le orecchie minuscole. Questo roditore ha gambe sottili e corte, con zampe provviste di 5 dita terminanti con forti unghie. L'eterocefalo glabro ha pochi peli (da qui la denominazione glaber, glabro) e una pelle rugosa, di colore bruno-rosato.
L'eterocefalo glabro è un caso particolare fra i mammiferi, poiché è un eterotermo (o a sangue freddo); non può regolare la temperatura corporea e necessita di un ambiente con una temperatura specifica costante per sopravvivere e difatti il suo ambiente preferito è rappresentato dalle gallerie profonde una cinquantina di centimetri, nelle quali la temperatura resta costante tutto l'anno intorno ai 30 gradi Celsius. Comunque, nei periodi più freddi, il roditore si stringe intorno ai compagni o si rivolta nel terreno tiepido situato più in alto.
I polmoni di questo animale sono molto piccoli, e il suo tasso di metabolismo dell'ossigeno è molto basso, poiché nelle gallerie sotterranee dove vive il ricambio d'aria e quindi l'ossigeno è scarso. Quando ci sono delle carestie, questo animale può restare senza mangiare per molto tempo.
La pelle dell'eterocefalo glabro è sprovvista di recettori per la "Sostanza P", un neurotrasmettitore responsabile della modulazione delle sensazioni dolorifiche al sistema nervoso centrale. Di conseguenza, quando questi animali vengono feriti, graffiati o bruciati, non provano dolore.

## Distribuzione e habitat
Questo roditore vive esclusivamente in alcune zone desertiche dell'Africa orientale (Etiopia, Kenya e Somalia).

## Biologia
L'eusocialità dell'eterocefalo glabro è un caso eccezionale fra i mammiferi. 
Quest'animale, fatto unico tra i mammiferi, vive in colonie simili a quelle delle api e delle formiche.

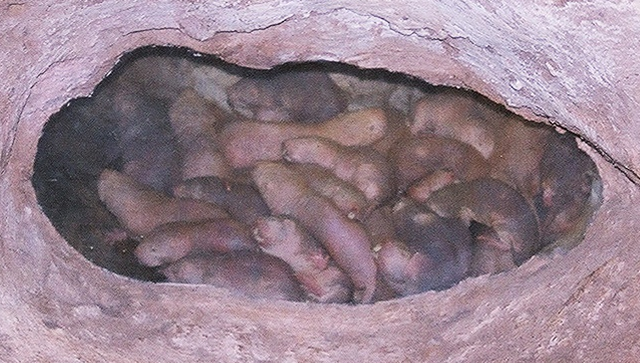
Colonia di eterocefali.

Le colonie sono formate da 70-80 individui che vivono in un complesso sistema di gallerie a 15–50 cm di profondità e si estendono per 70 metri a partire dalla stanza centrale. Gli operai della colonia, che sono gli esemplari più piccoli, si dispongono in gruppi con compiti diversi; c'è chi scava nuovi tunnel, chi cerca il cibo, chi accudisce i piccoli, ecc. I soldati, più grossi, restano nella tana finché non sono chiamati a difendere la colonia.

Gli eterocefali glabri risalgono in superficie solo per migrare in una nuova colonia.
Le regine vivono 13 - 18 anni e sono estremamente ostili ad altre femmine che tentano di accoppiarsi. Le regine, inoltre, perlustrano il territorio della colonia, provocando i compagni pigri e i membri con cui hanno parentela meno forte. Nelle colonie in cattività sono diventate regine, sia femmine giovani sia femmine adulte (8 anni); la regina è l'eterocefalo glabro più grosso della colonia ed è caratterizzata dalla presenza di una decina di mammelle sempre sviluppate. Nel periodo di estro, la regina può accoppiarsi anche con tre maschi ed è recettiva ogni due, tre mesi, già durante la fase di allattamento. Le figliate, abitualmente cinque in un anno, possono raggiungere una media di 14 piccoli.
Quando la regina muore, un'altra femmina prende il suo posto, a volte dopo una lotta violenta con le altre aspiranti regine. Questo comportamento è analogo a quelli degli insetti sociali (soprattutto le termiti), ragion per cui alcuni biologi (fra cui Richard Dawkins) li considerano analoghi a questi strani animali.

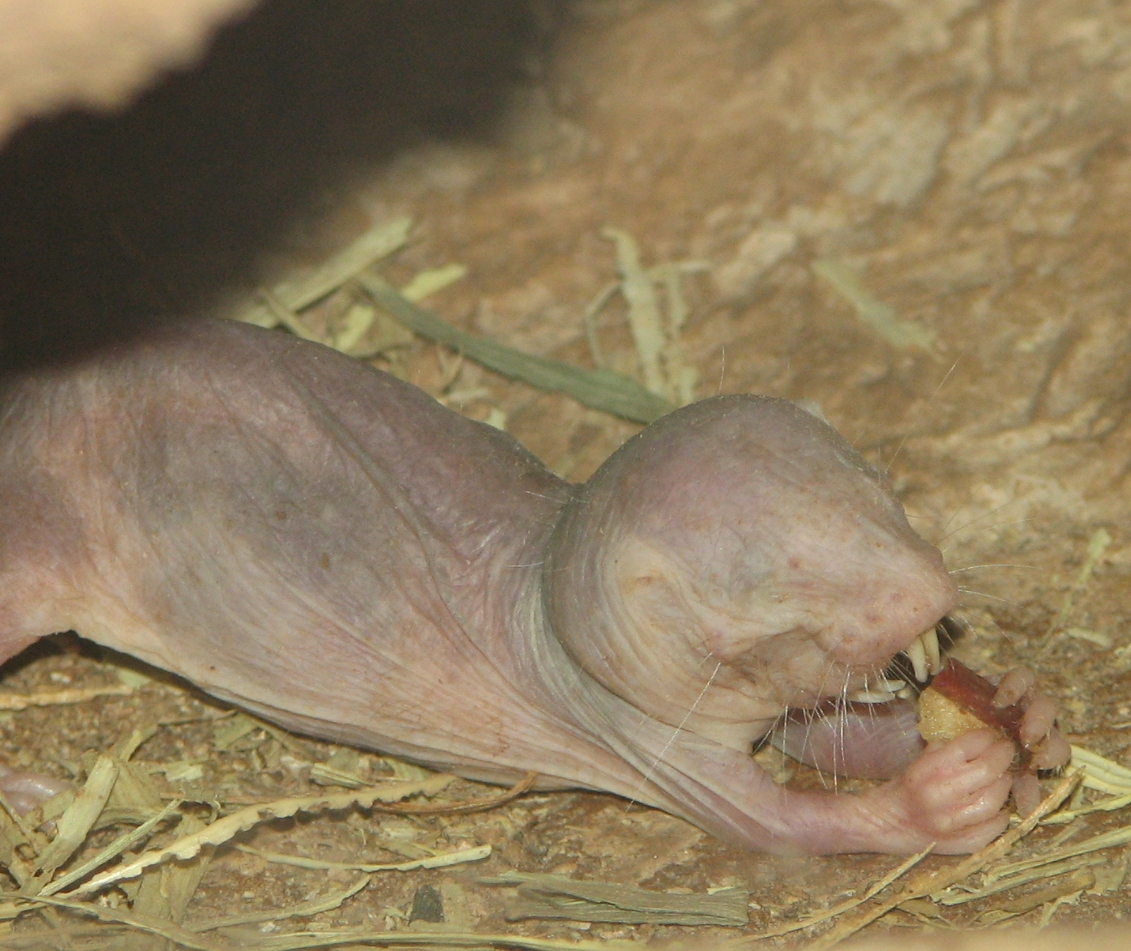
Un eterocefalo mentre consuma il suo pasto.

L'eterocefalo glabro si nutre di radici, bulbi, tuberi e altre parti sotterranee delle piante, ma può anche mangiare piccoli animali come lumache, lombrichi, insetti in caso di carestia. Tra le sue particolarità vanno annoverate la sua capacità di digerire la cellulosa e la fuoriuscita di due tipi di palline di sterco, dei quali uno viene reingerito in quanto ricco di microrganismi fondamentali per la digestione.
La comunicazione è costituita da segnali chimici, tattili, acustici e comprende suoni difensivi, richiami, rumori aggressivi.

### Durata della vita
Essendo l'eterocefalo glabro il roditore che vive più a lungo, si è studiato il meccanismo che lo farebbe arrivare a questa età record. Si è osservato che i suoi tessuti cellulari sono più stabili e meno soggetti a tumori e a stress ossidativi. Secondo Sherman e Jarvis tale animale vive molto più di 15 anni. Un articolo della rivista Spiegel del 17 febbraio 2009 suppone che viva fino a 30 anni e che abbia proteine particolarmente resistenti nel tempo agli stress ossidativi.
"Gli scienziati hanno scoperto che il gene denominato p16 contenuto nel suo patrimonio genetico blocca la proliferazione delle cellule cancerose".

### Riproduzione
Tra gli eterocefali glabri si può riprodurre solo una femmina dominante, la regina, che in genere si accoppia con tre maschi operai, diversi di anno in anno. La regina può partorire più di 20 piccoli ed è assistita da diversi maschi e femmine non operai.